# سيرجيو سانشيز هرنانديز
سيرجيو سانشيز هرنانديز (بالإسبانية: Sergio Sánchez Hernández)‏ هو منافس ألعاب قوى إسباني، ولد في 16 مايو 1968.

## روابط خارجية
- سيرجيو سانشيز هرنانديز على موقع Paralympic.org (الإنجليزية)
- سيرجيو سانشيز هرنانديز على موقع اللجنة البارالمبية الإسبانية (الإسبانية)